# Селезнёв, Яков Андреевич
Я́ков Андре́евич Селезнёв (род. 4 августа 1989, Елабуга, Татарская АССР) — российский хоккеист, защитник.

## Биография
Воспитанник СДЮШОР клуба «Молот-Прикамье» (тренер Ю. Б. Овсянников). Старший брат Савва Селезнёв и младший Всеволод Селезнёв также хоккеисты.
В 2004 году в 15 лет 4 месяца 18 дней дебютировал в суперлиге в составе «Молота-Прикамье» (за сезон провел 12 игр), что является рекордом в истории российского хоккея. После этого был приглашён в казанский «Ак Барс», где играл в фарм-клубах, отдавался в аренду в «Амур».
В конце сезона 2009/10 играл в «Амурских тиграх» из МХЛ. В начале 2010/11 контракт с «Ак Барсом» был расторгнут по обоюдному согласию сторон, и Селезнёв подписал соглашение с «Нефтехимиком». Позже перебрался в московский «Спартак», где играл также за МХК «Спартак» в чемпионате МХЛ.
После окончания плей-офф 2011 Селезнёва, Артёма Воронина, Дмитрия Вишневского, Александра Гоголева и Филиппа Толузакова командировали в фарм-клуб «Крылья Советов» для повышения игровой практики и участия в плей-офф ВХЛ 2010/11 — команда остановилась в 1/8 финала против ХК ВМФ 2-3.

## Достижения
- Чемпион мира среди юниоров (2007 год) — 7 матчей, 2 очка
- Бронзовый призёр чемпионата мира среди молодёжных команд (2008 год) — 7 матчей, 1 очко